# PIDA
PIDA је ИРО отвореног кода писан у Пајтон језику, који је дизајниран да споји различите алате за развој софтвера да обезбеди беспрекорни процес рада за програмере. Аутори описују ово као "оквир за интегрисани развој". PIDA се фокусира искључиво на поновну употребу златног стандарда развојних алата циљем да се никада не обнове точкови.

## Детаљи
PIDA је оригинално написан 2005. године од стране Али Афсхара као графичко окружење и љуска око Vim текст едитора. Ово је накнадно продужено до других уградивих уредницика  укључујући Emac и Moodedit. Апликација омогућава погодности као што су управљање пројектима, граматичку анализу фајлова за приступ листи чланова, покретање дебагера и осталих спољних програма, као што су контрола извора и профајлери, у зависности од језика и платформи која се користи

## Будућност
PIDA је успела од стране Abominade IDE (a8) 2012. године.